# Ramón Queralto
Ramón Queralto fue Intendente del Ejército y político.

## Reseña biográfica
Intendente del Ejército y provincia de Aragón, de Navarra y Provincias Vascongadas.
Jefe Político.
Del 01 de marzo de 1822 al 01 de abril de 1822 fue Presidente de la Diputación Provincial de Zaragoza.